# 稲神馨
稲神 馨（いながみ かおる、1923年（大正12年）3月19日 - 2022年（令和4年）6月5日）は、日本の研究者・実業家である。栄養学者であり、九州大学農学部教授務めた後、カルピス食品工業（現：アサヒ飲料）常務取締役を務めた。九州大学名誉教授でもある。カネミ油症事件の解明者としても有名。岡山県新見市出身。

## 経歴

### 生い立ち
1923年（大正12年）岡山県新見市で出生する。その後、地元に近い旧制岡山県立高梁中学（現：岡山県立高梁高等学校）へ進学。同期には、日本原子力研究所副理事長を務める天野昇、新見市長になる福田正彦、丸善石油（現：コスモ石油）副参与と北海道の丸善石油関連社長を務めた古米初男、大学教授の田井庄之助がいた。1940年（昭和15年）同校を卒業し、同年、鳥取高等農業学校獣医学科へ進学する。
この後、1942年（昭和17年）9月、同校獣医学科を卒業し、九州帝国大学農学部へ進学する。1945年（昭和20年）同大学農芸化学科を卒業する。

### 研究者として

#### 九大の教授になるまでの経緯
卒業後、農林水産省農業環境技術研究所へ就職し、熊本県蚕業試験場で、蚕の生態研究や除草剤の効果研究を行う。1957年（昭和32年）7月、米国のウィスコンシン大学医学部ガン研究所へ留学する。帰国後、稲神は1963年（昭和38年）9月、熊本県蚕業試験場から九州大学農学部第三講座・助教授として着任した。食品の色・味・香を新たな手法で追究し、強化剤として安定なリジン誘導体の開発に成功する。加熱香気・褐変現象についても成果をあげた。
1965年（昭和40年）九大農学部に食糧化学工学科が新設され、同年4月、同学科の食品製造工学講座の助教授として稲神が就任する。その後、食品製造工学講座の初代教授として稲神が教授に昇進し1966年（昭和41年）6月に就任した。当時学科の建物は未完成で、旧林産学科の古い実験室を借用しており、食糧化学工学科の建物（農学部4号館）が完成したのは、1967年（昭和42年）5月のことであった。

#### カネミ油事件の解明
1968年（昭和43年）カネミ油症事件が福岡で発生し、妊娠していた女性患者から全身が真っ黒の胎児が産まれ、2週間ほどで死亡するという事件が発生し、社会に大きな衝撃を与えた。学界でも国際会議で「YUSHO」と呼称され、世界的な関心を集めた。そのため、厚労省と政府は原因究明を迅速に行うべく、この当時、水俣病の治療の研究で有名だった熊本大学医学部の高橋等教授と、食品分析化学で有名だった九州大学農学部の稲神を招集した。
ここで稲神は、カネミのライスオイルを分析するための小さい化学分析グループを作ってはと、提案する。そして、本来の九州大学農学部での業務を10日間ほど完全に中止し、ライスオイルの解析に努めた。稲神は、徹底的に集中しなければ、毒物の同定は容易に達成できないと考えており、“奇病” の原因を全力をあげての追求が可能になった。
まず最初に、当時水田に広く用いられていた除草剤のペンタクロロフェノールによって、ライスオイルが汚染されていることが強く考えられた。しかし、分析専門部会員の一人である稲神は、この化合物については、すでに研究されたことがあり、直ちにライスオイルを分析、ペンタクロロフェノールは含まれていないことを立証した。この時点では、後に原因物質として同定されるPCB（ポリ塩化ビフェニル）については、ノーマークであった。
九大の大学講義が中止される等の大学混乱状態の中で、ライスオイル分析専門部会が、10日間程度、一致協力して必死になって原因究明した結果、食品製造工学の専門家である稲神教授とその協同研究者によって、ある患者家族が使用したカネミ・ライスオイルの中に、大量のPCBが含まれていることが発見された。稲神はカネミのライスオイル製造工場を福岡県職員とともに視察し、ライスオイル製造の最終段階で油に残る臭いを除くために、加熱を行うが、その際に熱交換器を使用し、熱交用の熱媒体油（KC-400）が使われていることに注目した。
このことを確かめるには、ハロゲンに高感度なガスクロマトグラフ装置による分析が最も簡便・確実と考えられた。しかし、このガスクロマトグラフ装置は、今でこそ多くの化学研究室で見ることができるが、当時は、まだそれ程普及しておらず、九州大学で設置されていたのは医学部法医学教室と薬学部薬剤学教室のみであった。分析専門部会の事務局は、稲神からの緊急依頼をうけ、法医学教室に連絡し装置の利用を至急依頼した。そのため、直ぐに稲神の要望に応えることができ、その結果、カネミから採取した熱媒体油（KC-400）のガスクロマトグラムのピークパターンと、患者が使用したライスオイルの不純物のピークパターンとが一致し、両者の比較から、患者の油は、工業用の熱媒体油（KC-400）に汚染されていることが立証された。
稲神が迅速に原因を突き止めたことは、世間から驚きをもって報じられた。当時、朝日新聞社・現科学部部長であった西村幹夫によると、稲神教授の素晴らしい発見には、かねてから、食品製造工学の教授として、自然油脂に含まれる抗酸化物質の研究に従事していたことが挙げられ、稲神の実験室には、そのような研究に関し十分な経験をもつ研究者が沢山働いていたこともプラスとなった。また、そのような研究のために必要な機械設備が備わっていたことを挙げている。
稲神の研究の結果、カネミ倉庫で作られた食用油（こめ油・米糠油）を製造する過程で、熱媒体油（KC-400）に含まれるPCB（ポリ塩化ビフェニル）が、配管作業ミスで熱交換器の配管部から漏れて、製品のライスオイルへ混入し、これが加熱されてダイオキシンに変化したことが判明する。このダイオキシンを油を通して摂取した人々に、胎児の死亡、顔面などへの色素沈着や肌の異常、頭痛、手足のしびれ、肝機能障害などを引き起こしたと結論づけられた。

#### カルピス研究所の所長へ転職
食品製造工学講座の基盤づくりの最中、稲神は教授在職4年でカルピス食品工業の研究所長として、同社からスカウトされ、1970年（昭和45年）転職する。これに続き、技官の伴野昭夫、翌年には古賀友英がカルピス研究所に転出した。講座創設期に教授・助手・技官を欠くこととなり、九大の同講座は大きな打撃を受けた。
1973年（昭和48年）4月には、50歳でカルピス研究所所長を兼務しながら同社の常務取締役へ就任する。稲神は、カルピスを発明した三島海雲が全財産を投じて設立した、三島海雲記念財団の副会長にも就任した。1983年（昭和58年）4月には、厚生省医薬品政策懇談会委員となる。その後、カルピス社を退社することになるが、食品栄養学の権威として、度々新聞へ寄稿していた。
この他にも、稲神は、日本食品工業学会副会長等をつとめ、晩年まで食品評論家として活躍している。会社を退社した後、静岡県熱海市で暮らしていた。2022年（令和4年）6月5日、稲神は99歳で死去した。

## 主な著書
- 知って得する・食べもの学, 朝日新聞社, 1993年5月
- すぐに役立つ・アレルギー食品学, 朝日新聞社, 1994年5月
- 食べ物と健康ホントの話 : あなたの知識間違っていませんか, 梧桐書院, 1997年
- 「おいしさ」をつくる科学, 柴田書店, 1999年9月
- 子どものアレルギー体質は母親がつくる : 知らずに食べているから恐い, 青春出版社,1999年11月